# Carlos Salvador
Carlos Casimiro Salvador Armendáriz (Pamplona, 14 de abril de 1966) es un político y abogado español, que fue senador por Navarra de la vii legislatura y diputado por la misma circunscripción de la viii, ix, x, xi y xii legislaturas de las Cortes Generales. Es licenciado en Derecho y tiene un máster en Derecho de Empresa por la Universidad de Navarra.